# Aphaobius kraussi
Aphaobius kraussi – gatunek chrząszcza z rodziny grzybinkowatych i podrodziny zyzkowatych.

## Taksonomia
Takson ten opisany został po raz pierwszy w 1910 roku przez Josefa Müllera na łamach „Zoologischer Anzeiger”. Jako miejsce typowe wskazano Trbišką zijalkę w słoweńskich Alpach Kamnickich. W 1913 roku Müller obniżył mu rangę do podgatunku w obrębie Aphaobius milleri oraz opisał nowy podgatunek A. m. pretneri. Do rangi osobnego gatunku wyniesiony został omawiany takson ponownie w 2010 roku przez Marca Bognolę i Dantego Vailatiego w ramach rewizji rodzaju. Zsynonimizowano z nim wówczas cztery opisane w XX wieku w obrębie A. milleri podgatunki.
W obrębie rodzaju należy do grupy gatunków kraussi wraz z: A. angusticollis, A. brevicornis, A. haraldi, A. knirschi i A. mixanigi.

## Morfologia
Chrząszcz o ciele długości od 2,8 do 3,2 mm. Ubarwienie ma w całości brązoworude. Głowa jest pozbawiona oczu oraz zaopatrzona w długie i cienkie, choć dość krótkie jak na przedstawiciela rodzaju czułki, u samca sięgające połowy pokryw po rozprostowaniu do tyłu. Ich ósmy człon jest dwuipółkrotnie krótszy od poprzedniego, a ostatni stosunkowo gruby. Przedplecze jest poprzeczne, od 1,6 do 1,8 raza szersze niż dłuższe, najszersze w nasadowej ⅓. Boki ma w przedniej części równomiernie łukowate, w tylnej zaś zbieżne, a tylne kąty ostre, ale niespiczaste. Stosunek długości do szerokości jajowatych, najszerszych w połowie pokryw wynosi od 1,3 do 1,4. Powierzchnia pokryw jest poprzecznie rowkowana. Skrzydeł tylnej pary brak zupełnie. Płat środkowy edeagusa samczych genitaliów jest krótszy niż paramery i w widoku grzbietowym ma boczne brzegi części odsiebnej prawie równoległe w nasadowych 4/5, a dalej lekko zafalowane i ku zaokrąglonemu szczytowi zbieżne. Dosiebna krawędź szczytowego otworu edeagusa jest prosta do lekko wypukłej.

## Ekologia i występowanie
Owad palearktyczny, południowoeuropejski, o szerokim jak na przedstawiciela rodzaju zasięgu. Podawany jest ze Słowenii i austriackiej Karyntii. Zamieszkuje środowiska podziemne piętra alpejskiego i subalpejskiego gór po lewej stronie Sawy.